# Christian Friedrich Platz
Christian Friedrich Platz (* 12. Januar 1800 in Wertheim; † 16. Dezember 1876 in Karlsruhe) war ein deutscher Gymnasiallehrer, Übersetzer, Politiker und Archivar.
Als Christian Friedrich Platz geboren wurde, war Wertheim noch die Residenzstadt der selbständigen Grafschaft Wertheim. Mit der Rheinbundakte wurden Stadt und Land 1806 dem Großherzogtum Baden zugeschlagen. Platz besuchte zunächst die Mittelschule in Wertheim und dann das Gymnasium in Karlsruhe. Am meisten interessierte er sich für Geschichte, Politik und Literatur. Er veröffentlichte früh einige Gedichte in der Karlsruher Zeitung, später aber behielt er diesen Teil seines Wirkens dem privaten Umfeld vor.
Nach dem Studium arbeitete Platz ab 1821 am reformierten Gymnasium zu Wertheim, zunächst als Kandidat, ab 1825 als zweiter Hauptlehrer und Gymnasialprofessor. In dieser Zeit wurde auch sein Sohn Philipp Platz (1827–1900) geboren, der später Naturwissenschaftler und Lehrer am Realgymnasium in Karlsruhe wurde.
Seine geschichtlichen Studien brachte Platz stets mit den Bedürfnissen der Zeit in Verbindung. Von 1835 bis 1846 vertrat er die Stadt Wertheim in der Zweiten Kammer der Badischen Ständeversammlung; er wurde auch zum Hofrat ernannt. Als Liberaler trat er unter anderem für die Pressefreiheit ein und brachte 1842 einen Antrag zur Aufhebung der Zensur ein. Er warb auch für den Beitritt Badens zum Deutschen Zollverein, der 1836 erfolgte.
Am 12. August 1845 heiratete er in Dreieichenhain Amalie Friederike Charlotte Marie von Ochsenstein (geb. 12. Juni 1804 Offenbach; gest. 28. November 1879 Karlsruhe). 
Nach der Badischen Revolution (1848/1849) verließ Platz seine Heimatstadt und zog nach Karlsruhe, wo er als Archivrat am Generallandesarchiv Karlsruhe arbeitete. Hauptsächlich widmete er sich der Ordnung und Wiederherstellung des Pressewesens, unter anderem als verantwortlicher Redakteur der Wertheimer wöchentlichen Anzeigen und Nachrichten. Von 1851 bis 1854 gehörte er erneut der Zweiten Kammer der Badischen Ständeversammlung an. In einem Pamphlet über den Streit zwischen den badischen Politikern Johann Baptist Bekk und Heinrich Bernhard von Andlaw-Birseck (1852) wies er auf die Gefahren des Ultramontanismus hin. 1854 wechselte er vom Hauptstaatsarchiv als Lehrer an das Karlsruher Lyzeum. Seine publizistische Tätigkeit setzte er fort. In der Deutschen Frage war er entschiedener Befürworter Preußens. In der Reichsgründung (1871) sah er die Erfüllung seines politischen Ideals.
Mit seinem Eintritt in den Ruhestand (1867) wurde Platz zum Geheimen Hofrat ernannt.
Neben seiner Tätigkeit als Lehrer, Politiker und Publizist pflegte Platz auch sein Leben lang seine literarischen Interessen. Er veröffentlichte bereits in den 1830er Jahren Übersetzungen der spätantiken Dichter Claudian und Quintus von Smyrna, dessen Epos über den Trojanischen Krieg damals von der literarischen Öffentlichkeit neu entdeckt wurde. An der vollständigen Übersetzung des Epos, die von Gustav Schwab bereits 1839 im Vorwort zu den Sagen des klassischen Altertums angepriesen wurde, arbeitete Platz mehr als zwanzig Jahre. Sie erschien dann 1857/1858 in der von Schwab und Osiander betreuten Reihe Griechische Dichter in neuen metrischen Übersetzungen beim Metzler-Verlag.

## Schriften (Auswahl)
- Probe einer Uebersetzung des Quintus von Smyrna. Wertheim 1835 (Schulprogramm)
- Rede des Kaiser Theodosius an seinen Sohn Honorius. Uebersetzt aus Claudianus de IV. Consul. Honorii. Vers 214 bis 418. Wertheim 1839 (Schulprogramm)
- Zur Streitfrage zwischen Staatsrath Bekk und Freiherrn v. Andlaw. Mannheim 1852
- Die Götterverwandlungen. Eine Frage der homerischen Theologie. Karlsruhe 1857 (Schulprogramm)
- Quintus von Smyrna. 3 Bändchen, Stuttgart 1857–1858
- Schulrede zur Feier des 50jährigen Jubiläums der Schlacht bei Leipzig. Karlsruhe 1863